# Floing
Floing és un municipi francès situat al departament de les Ardenes i a la regió del Gran Est. L'any 2007 tenia 2.476 habitants.

## Demografia

### Població
El 2007 la població de fet de Floing era de 2.476 persones. Hi havia 964 famílies de les quals 228 eren unipersonals (68 homes vivint sols i 160 dones vivint soles), 352 parelles sense fills, 332 parelles amb fills i 52 famílies monoparentals amb fills.
La població ha evolucionat segons el següent gràfic:
Habitants censats

### Habitatges
El 2007 hi havia 1.055 habitatges, 988 eren l'habitatge principal de la família, 15 eren segones residències i 52 estaven desocupats. 976 eren cases i 74 eren apartaments. Dels 988 habitatges principals, 804 estaven ocupats pels seus propietaris, 171 estaven llogats i ocupats pels llogaters i 13 estaven cedits a títol gratuït; 1 tenia una cambra, 27 en tenien dues, 100 en tenien tres, 281 en tenien quatre i 579 en tenien cinc o més. 697 habitatges disposaven pel capbaix d'una plaça de pàrquing. A 427 habitatges hi havia un automòbil i a 442 n'hi havia dos o més.

### Piràmide de població
La piràmide de població per edats i sexe el 2009 era:
| Homes | Edats   | Dones |
| ----- | ------- | ----- |
| 4     | 95 o +  | 12    |
| 4     | 90 a 94 | 24    |
| 12    | 85 a 89 | 24    |
| 8     | 80 a 84 | 36    |
| 20    | 75 a 79 | 64    |
| 68    | 70 a 74 | 52    |
| 64    | 65 a 69 | 92    |
| 88    | 60 a 64 | 88    |
| 56    | 55 a 59 | 68    |
| 152   | 50 a 54 | 132   |
| 56    | 45 a 49 | 116   |
| 92    | 40 a 44 | 88    |
| 72    | 35 a 39 | 76    |
| 60    | 30 a 34 | 68    |
| 36    | 25 a 29 | 60    |
| 56    | 20 a 24 | 40    |
| 68    | 15 a 19 | 80    |
| 68    | 10 a 14 | 100   |
| 48    | 5 a 9   | 52    |
| 64    | 0 a 4   | 40    |

## Economia
El 2007 la població en edat de treballar era de 1.549 persones, 1.083 eren actives i 466 eren inactives. De les 1.083 persones actives 968 estaven ocupades (526 homes i 442 dones) i 115 estaven aturades (43 homes i 72 dones). De les 466 persones inactives 180 estaven jubilades, 142 estaven estudiant i 144 estaven classificades com a «altres inactius».

### Ingressos
El 2009 a Floing hi havia 992 unitats fiscals que integraven 2.499,5 persones, la mediana anual d'ingressos fiscals per persona era de 17.824 €.

### Activitats econòmiques
Dels 71 establiments que hi havia el 2007, 3 eren d'empreses alimentàries, 13 d'empreses de fabricació d'altres productes industrials, 10 d'empreses de construcció, 11 d'empreses de comerç i reparació d'automòbils, 5 d'empreses de transport, 2 d'empreses d'hostatgeria i restauració, 1 d'una empresa d'informació i comunicació, 2 d'empreses financeres, 2 d'empreses immobiliàries, 3 d'empreses de serveis, 10 d'entitats de l'administració pública i 9 d'empreses classificades com a «altres activitats de serveis».
Dels 19 establiments de servei als particulars que hi havia el 2009, 1 era una oficina de correu, 1 taller de reparació d'automòbils i de material agrícola, 2 paletes, 1 guixaire pintor, 2 fusteries, 3 lampisteries, 2 electricistes, 3 perruqueries, 2 restaurants, 1 agència immobiliària i 1 saló de bellesa.
Dels 3 establiments comercials que hi havia el 2009, 1 era una botiga de menys de 120 m², 1 una botiga de roba i 1 una botiga de material de revestiment de parets i terra.
L'any 2000 a Floing hi havia 12 explotacions agrícoles que ocupaven un total de 296 hectàrees.

## Equipaments sanitaris i escolars
El 2009 hi havia 1 farmàcia i 1 ambulància.
El 2009 hi havia 2 escoles elementals.

## Poblacions més properes
El següent diagrama mostra les poblacions més properes.